# Henri Revol
Pour les articles homonymes, voir Revol.
Henri Revol, né le 14 février 1936 à Neuville-les-Dames, est un homme politique français, sénateur honoraire, membre apparenté du groupe UMP.
Il est diplômé de l'École Nationale Supérieure d'Arts et Métiers.

## Carrière
Ingénieur Arts et Métiers ParisTech (Cl. 156) et INSTN de profession, il a été élu sénateur de Côte-d'Or le 24 septembre 1989 et réélu le 27 septembre 1998. Fin de mandat le 30 septembre 2008 (ne se représentait pas).

## Fonctions au Sénat
- Membre de la commission des affaires économiques
- Président de l'Office parlementaire d'évaluation des choix scientifiques et technologiques

### Anciens mandats
- Membre de l'Office parlementaire d'évaluation des politiques publiques
- Vice-président du Conseil régional de Bourgogne
- Vice-président du Conseil général de la Côte-d'Or
- Maire de Messigny-et-Vantoux

## Distinctions
- Officier de la Légion d'honneur ; promotion du 1er janvier 2012
- Chevalier de l'ordre national du Mérite
- Chevalier de l'ordre des Palmes académiques